# Parque Atheneu
Parque Atheneu é um conjunto habitacional localizado na região leste de Goiânia, considerado um dos maiores conjuntos habitacionais do continente americano, contando com  mais de 25 mil residências quando o bairro foi inaugurado, hoje supera a marca de 30 mil residências e uma estimativa de mais de 18 mil moradores, o bairro foi inaugurado em 28 de janeiro de 1983.
O bairro faz limite com a cidade de Aparecida de Goiânia (Antiga estrada para Bela Vista) e faz divisa com os bairros: Jardim Mariliza, Parque Trindade, Brisas do Cerrado, Vale das Pombas e Vile de France, além da proximidade dos condomínios de luxo, shopping Flamboyant, Autódromo Internacional Ayrton Senna, e do Campus II da PUC-GO.
Segundo dados do Instituto Brasileiro de Geografia e Estatística (IBGE), divulgados pela prefeitura, no Censo 2010 a população do Parque Atheneu era de 14 068 pessoas.